# Готфрид IV (Епщайн)
Готфрид IV фон Епщайн (на немски: Gottfried IV von Eppstein; * ок. 1290, Епщайн, Хесен-Насау; † между 9 ноември 1341 и 3 юни 1342) е господар на Епенщайн и фогт във Ветерау.

## Произход и управление
Той е единстеният син на Зигфрид († 1332), господар на Епенщайн, фогт във Ветерау, и Изенгард фон Фалкенщайн († сл. 1316), дъщеря на Вернер I фон Фалкенщайн и Матилда фон Диц.
Готфрид IV моли импретаор Лудвиг Баварски за правата на град на Епщайн и съответният документ е издаден на 30 ноември 1318 г. в Опенхайм.

## Фамилия
Първи брак: с Юта (* ок. 1291; † 1304 – 1317). Те нямат деца.
Втори брак: между 1314 и 20 май 1317 г. с Лорета фон Даун-Оберщайн († сл. 1361), вдовица на Годелман фон Дорсвайлер-Морсберг († 1314), дъщеря на Вирих II фон Даун, господар на Оберщайн-Ландщул († 14 април 1299) и Кунигунда фон Нойенбаумберг († 25 ноември 1307). Те имат децата:
- Готфрид V (* ок. 1318; † 1336/1341), господар на Епенщайн
- Лорета († 1353), омъжена 1341 г. за граф Гюнтер XII фон Кефернбург (XI) († 1371)
- Изенгард († сл. 1365), омъжена ок. 1330 г. за граф Енгелберт II фон Цигенхайн († 1342)
- Зифрид